# Вільям Генрі (актор)
Вільям Альберт Генрі (англ. William Albert Henry; 10 листопада 1914 — 10 серпня 1982) — американський актор, який працював у Голлівуді. Почав зніматися ще у дитинстві, потім виконав декілька релей в фільмах категорії «В», переважно у вестернах, і закінчив карьєру актором у характерних ролях. Також знявся в багатьох теле-серіалах. Був членом об'єднання John Ford Stock Company і з'явився у дванадцяти фільмах, що воно їх випустило.
Його старший брат Томас Браун Генрі також був актором.

## Вибрана фільмографія
1. 1934: Тонка людина / The Thin Man — Гілберт Вайнант
2. 1934: Зла жінка / A Wicked Woman — Кертіс
3. 1935: Китайські моря / China Seas — Роквелл
4. 1939: Засада / Ambush — Чарлі Гартман
5. 1940: Аварійна команда / Emergency Squad — Пітер Бартон
6. 1941: Квіти в пилу / Blossoms in the Dust — Аллан Кітс
7. 1944: Пані та почвара / The Lady and the Monster — Роджер Коллінз
8. 1944: Йти своїм шляхом / Going My Way — лікар
9. 1951: Валентино / Valentino — чоловік-зрадник
10. 1952: Найбільше шоу на Землі / The Greatest Show on Earth — глядач
11. 1955: Тварина самка / The Female Animal — кур'єр
12. 1960: Форт Аламо / The Alamo — лікар Сазерленд
13. 1962: Людина, яка застрелила Ліберті Веленса / The Man Who Shot Liberty Valance — азартний гравець
14. 1962: Як підкорили Захід / How the West Was Won — штабний офіцер
15. 1966: Ельдорадо / El Dorado — шериф Додд Дрейпер